# Péter Gulyás
Péter Gulyás, madžarski rokometaš, * 4. marec 1984, Veszprém.
Leta 2010 je na evropskem rokometnem prvenstvu s madžarsko reprezentanco osvojil 14. mesto.